# 観世音菩薩普門品
観世音菩薩普門品（かんぜおんぼさつふもんぼん）は、略して観音経（かんのんきょう）とも言われる。後半のみを唱えるときは、世尊偈（せそんげ）、観音経偈、普門品偈などとも言う。法華経のなかの第二十五品「観世音菩薩普門品」という一章のことである。正式には、「妙法蓮華経観世音菩薩普門品（みょうほうれんげきょうかんぜおんぼさつふもんぼん）」という。日本では主に鳩摩羅什訳のものを用いる。

## 概要
観音菩薩の力を信じ、慈悲の心を信じ、その名を唱えれば、観音菩薩に救われることが書かれた経文である。ここから南無観世音菩薩（なむかんぜおんぼさつ）と唱えるとさまざまな功徳があると言われている。経文中には念彼観音力（ねんぴかんのんりき）という一節が幾度も現れることから、観音菩薩を念じる重要さがわかる。また衆生を救済する際には、その姿を相手に応じて三十三の姿に変えて救う旨（三十三応現身）についても書かれている。この三十三という数字を基とし、西国三十三所などの観音霊場をめぐる巡礼が平安時代よりおこなわれるようなった。法華経の中の一章であることから日蓮宗や天台宗ではよく読誦されているが、禅宗や真言宗でも勤行の中で読誦されている。
『添品法華経』には「序文」が付されており、作者は西安の大興善寺（普曜寺）沙門上行である。それによると、竺法護・鳩摩羅什訳の翻訳について、「欠品していた普門品を学者が協力して、法華経から別行していた漢訳から欠けた部分を補って、世に出したということで、これを誇りとする。私はその遺風を慕い仰いで則って規範とする。」とある。